# RheinEnergieStadion
Le RheinEnergieStadion est le principal stade de Cologne en Allemagne. Il est utilisé principalement pour le football. Il est construit sur le site des 2 anciens Müngersdorfer Stadion. C'est le stade du 1.FC Köln, et de l'équipe locale de NFL Europe, les Centurions de Cologne. Le nom du stade vient d'un accord commercial avec RheinEnergy AG jusqu'en 2009.

## Histoire
Après le traité de Versailles en 1919, les fortifications de Cologne furent supprimées et la ville disposa ainsi d'une large zone à laquelle une utilisation nouvelle pouvait être dédiée. Le maire de Cologne Konrad Adenauer voulait convertir le terrain en un grand espace vert au milieu duquel des installations sportives verraient le jour. La nouvelle construction permit de créer 15 000 emplois et fut nommée Müngersdorfer Stadion. Le coût total atteint la somme de 47,4 millions de marks.

### Rénovations

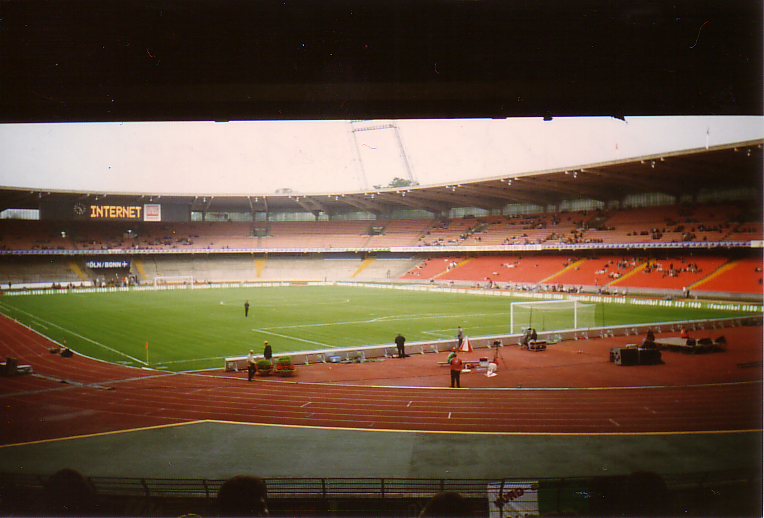
Müngersdorfer Stadion (1997)

Deux rénovations majeures du stade ont lieu, la première de 1972 à 1975 et la seconde de 2002 à 2004.
En 1974, avec la coupe du monde de football de 1974, Cologne veut être une ville organisatrice. Cette candidature est acceptée, et rapidement la ville dut travailler sur un nouveau stade qui remplacerait l'ancien Müngersdorfer Stadium. Cependant la ville ne put récolter la somme d'argent nécessaire pour un stade de cette taille. Le plan original était de 80 000 sièges, qui devait coûter 23,5 millions de marks. Mais le total grossit et finalement la somme aurait dû être de  93,5 millions de marks. La ville ne pouvait fournir que 6 millions de marks.

La rénovation la plus récente date de 2003. Avec les nouvelles perspectives pour accueillir le retour de la coupe du monde en Allemagne, la ville réagit afin de construire ce qui est aujourd'hui le RheinEnergie Stadion. À l'instar des stades précédents, il n'y a pas de piste d'athlétisme.

## Capacité
- 50 076 visiteurs durant les matchs de clubs.
- 46 361 visiteurs pour les matchs internationaux où aucun spectateur debout n'est toléré.

## Dimensions externes
- Longueur: 220 m.
- Largeur: 180 m.
- Hauteur du toit: 33.25 m.
- Superficie: 15 400 m²

## Évènements sportifs
- Championnat d'Europe de football 1988
- Coupe des confédérations 2005
- Coupe du monde de football de 2006
- Finale de la Supercoupe de Turquie de football, 5 août 2007
- Phase finale (Final 8) de la Ligue Europa 2019-2020 et la finale, le 21 août 2020.
- Championnat d'Europe de football 2024

### Coupe des confédérations 2005
| Date         | Heure (HNEC) | Équipe 1  | Score | Équipe 2 | Tour               | Spectateurs |
| ------------ | ------------ | --------- | ----- | -------- | ------------------ | ----------- |
| 15 juin 2005 | 18 h         | Argentine | 2 - 1 | Tunisie  | 1er tour, groupe A | 28 033      |
| 18 juin 2005 | 18 h         | Allemagne | 3 - 0 | Tunisie  | 1er tour, groupe A | 44 337      |
| 22 juin 2005 | 20 h 45      | Japon     | 2 - 2 | Brésil   | 1er tour, groupe B | 44 922      |

### Coupe du monde de football 2006
Les matchs suivants ont eu lieu dans le RheinEnergieStadion lors de la Coupe du monde 2006 :
| Date         | Heure (HNEC) | Équipe 1 | Score             | Équipe 2   | Tour               | Spectateurs |
| ------------ | ------------ | -------- | ----------------- | ---------- | ------------------ | ----------- |
| 11 juin 2006 | 21 h         | Angola   | 0 - 1             | Portugal   | 1er tour, groupe D | 45 000      |
| 17 juin 2006 | 18 h         | Tchéquie | 0 - 2             | Ghana      | 1er tour, groupe E | 45 000      |
| 20 juin 2006 | 21 h         | Suède    | 2 - 2             | Angleterre | 1er tour, groupe B | 45 000      |
| 23 juin 2006 | 21 h         | Togo     | 0 - 2             | France     | 1er tour, groupe G | 45 000      |
| 26 juin 2006 | 21 h         | Suisse   | 0 – 0 (0 – 3 tab) | Ukraine    | Huitième de finale | 45 000      |

### Championnat d'Europe de football 2024
Cinq matchs de l'Euro 2024 ont eu lieu au RheinEnergieStadion.
| Date         | Heure (HNEC) | Équipe 1   | Score | Équipe 2 | Tour               | Spectateurs |
| ------------ | ------------ | ---------- | ----- | -------- | ------------------ | ----------- |
| 15 juin 2024 | 15 h         | Hongrie    | 1 - 3 | Suisse   | 1er tour, groupe A | 41 676      |
| 19 juin 2024 | 15 h         | Écosse     | 1 - 1 | Suisse   | 1er tour, groupe A | 42 711      |
| 22 juin 2024 | 21 h         | Belgique   | 2 - 0 | Roumanie | 1er tour, groupe E | 42 535      |
| 25 juin 2024 | 21 h         | Angleterre | 0 - 0 | Slovénie | 1er tour, groupe C | 41 536      |
| 30 juin 2024 | 21 h         | Espagne    | 4 - 1 | Géorgie  | Huitième de finale | 42 233      |

## Concerts et célébrations
- Michael Jackson donnera 3 concerts dans le stade durant sa carrière. Le premier le 3 juillet 1988 pour le Bad World Tour, le deuxième, le 11 juillet 1992 pour le Dangerous World Tour et le troisième le 3 juin 1997 durant le HIStory World Tour, pour un total de 195.000 spectateurs.
- U2 donnera 2 concerts dans le stade. Le 17 juin 1987 pour le Joshua Tree Tour et le 12 juin 1993 pour le ZOO TV Tour.
- Messe d'ouverture des Journées mondiales de la jeunesse 2005
- Concert de Rihanna pour son Anti World Tour le 28 juillet 2016
- Concert de Beyoncé pour son Renaissance World Tour le 15 juin 2023[2]

## Galerie

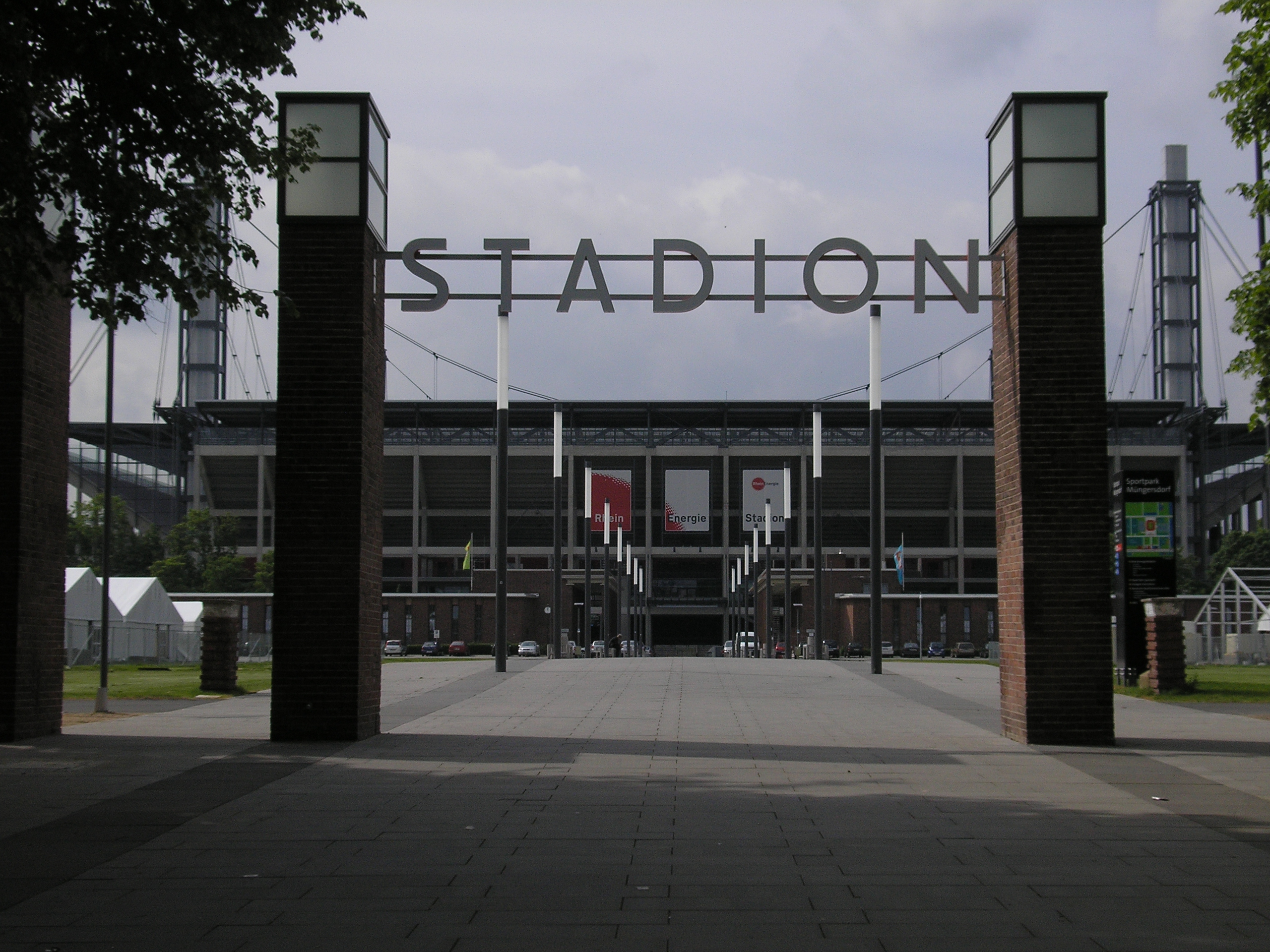
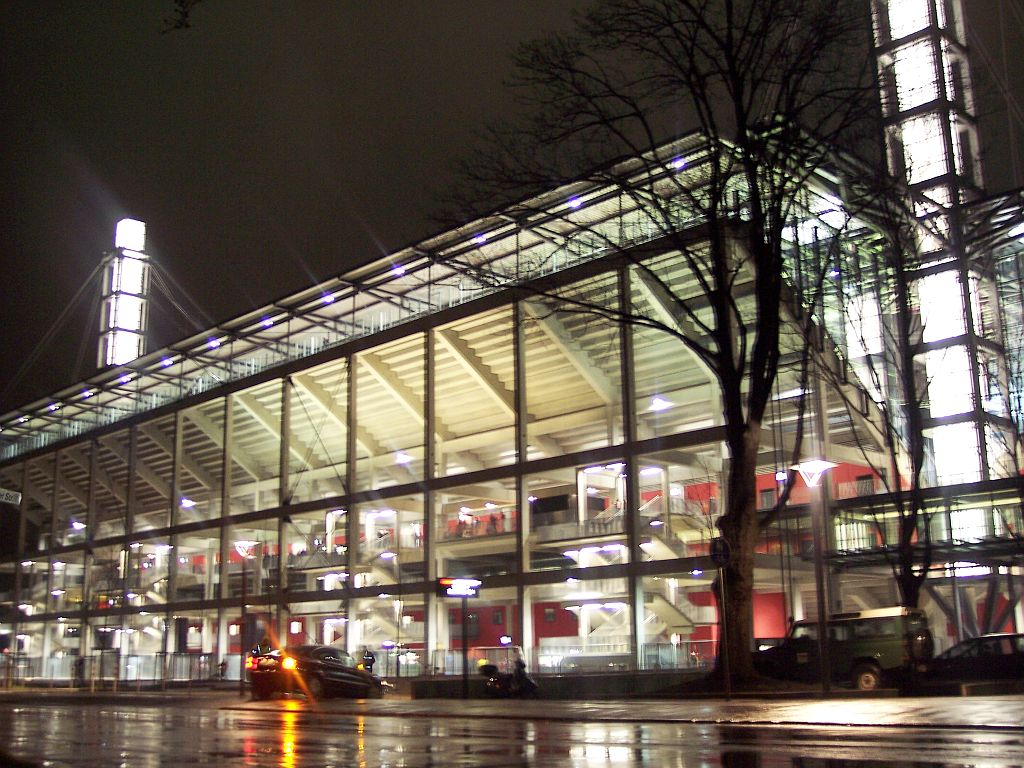
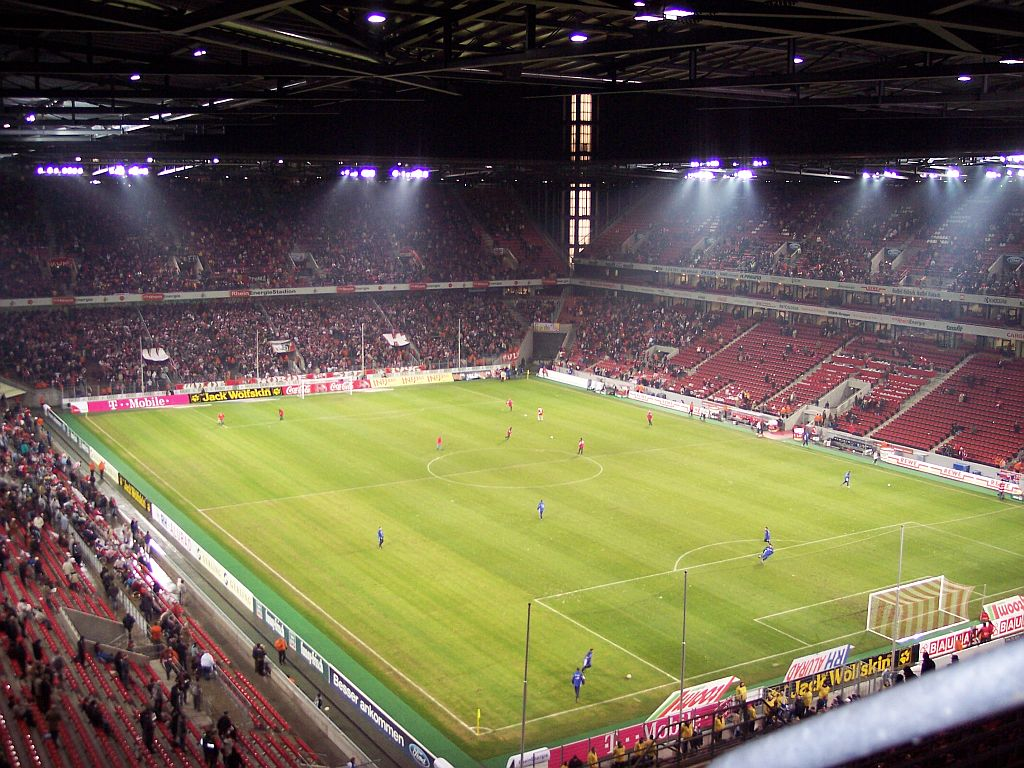
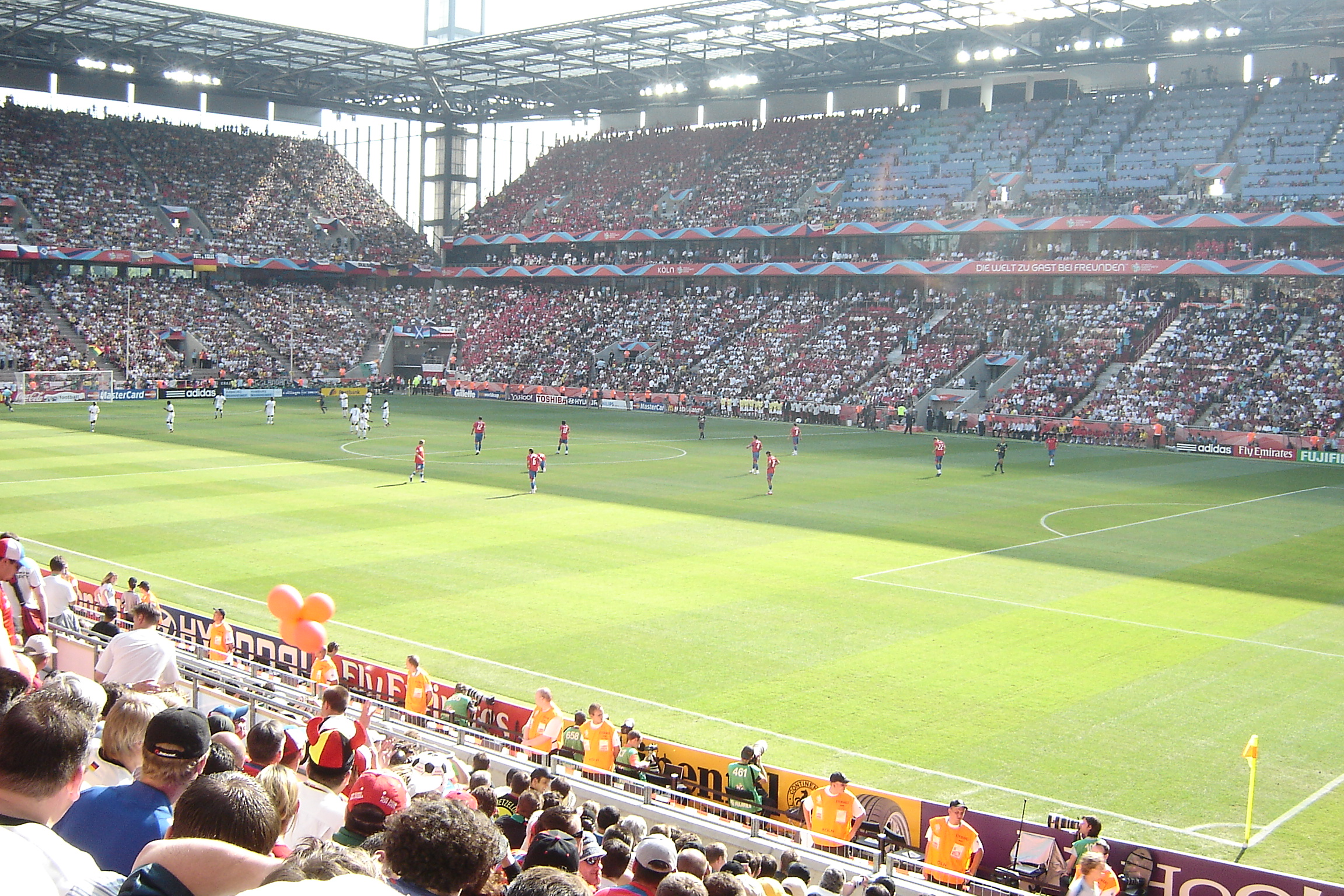

Ancien logo
Nouveau logo